# Епархия Александрии (армяно-католическая)
Епархия Александрии (лат. Eparchia Alexandrina Armenorum) — епархия Армянской католической церкви с центром в городе Каир, Египет. Архиепархия Александрии является суффраганной по отношению к Киликийскому Патриархату. Епархия Александрии распространяет свою юрисдикцию на территорию Египта и Судана. Кафедральным собором епархии Александрии является церковь Благовещения Пресвятой Девы Марии в Каире.

## История
В 1885 году Римский папа Лев XIII учредил епархию Александрии для верующих Армянской католической церкви, которые ранее подчинялись латинскому апостольскому викариату Александрии Египетской.

## Ординарии епархии
- епископ Paul Acderian (Etarian) (1850—1866);
- епископ Barnabé Akscheislian (2.05.1886 — 16.05.1898);
- епископ Boghos Sabbaghian (28.08.1901 — 4.08.1904) — назначен патриархом Киликии;
- епископ Pietro Kojunian (26.02.1907 — 17.03.1911);
- епископ Jean Couzian (27.08.1911 — 6.05.1933);
- епископ Jacques Nessimian (5.08.1933 — 2.07.1960);
- епископ Raphaël Bayan (2.07.1960 — 9.03.1989);
- епископ Нерсес Тармуни (21.08.1989 — 7.10.1999) — назначен патриархом Киликии;
- епископ Kricor-Okosdinos (Rizkallah) Coussа (7.01.2004 — по настоящее время).

## Источник
- Annuario Pontificio, Libreria Editrice Vaticana, Città del Vaticano, 2003, ISBN 88-209-7422-3